# Lacy J. Dalton
Pour les articles homonymes, voir Dalton.
Lacy J. Dalton, née Jill Lynne Byrem le 13 octobre 1946 à Bloomsburg, en Pennsylvanie, est une chanteuse de musique country américaine.